# Minúscula griega

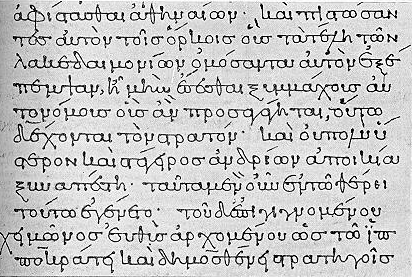
Uno de los primeros tipos de escritura minúscula, de un manuscrito de con un texto de Tucídides.

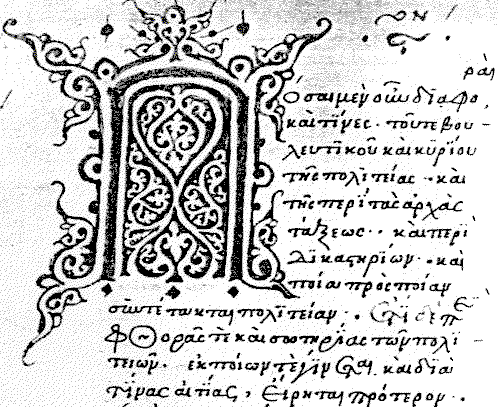
Minúscula posterior, manuscrito del con obras de Aristóteles.

La escritura minúscula (en lengua griega: Ελληνική μικρογράμματη γραφή) fue un estilo de escritura de la historia del alfabeto griego que se usó como escritura libraria en manuscritos bizantinos desde los siglos IX y X. Reemplazó el estilo anterior de letra uncial, del que difería al utilizar letras más pequeñas, más redondeadas y más conectadas entre sí, además de un mayor número de ligaduras. Las formas básicas de las letras utilizadas en la minúscula griega son las antecesoras de las minúsculas griegas modernas.
Desde el siglo X en adelante, la mayoría de los manuscritos bizantinos de obras griegas clásicas y escritos cristianos se fueron reescribiendo en el nuevo estilo en minúscula, y pocos de los manuscritos unciales antiguos se conservaron. Por ello, los manuscritos unciales son hoy extremadamente raros, mientras que los manuscritos en minúscula son a menudo las fuentes conservadas más antiguas que atestiguan una obra antigua y por lo tanto pueden ser de importancia central para su estudio filológico. Los manuscritos de la fase más antigua de la escritura minúscula (de mediados del siglo IX a mediados del X) se conocen en la actualidad como códices vetustissimi («códices antiquísimos»). Los de la mitad del siglo X al XII como códices vetusti («códices antiguos»), y los posteriores como códices recentiores («códices más recientes»).
La escritura minúscula se mantuvo en uso a lo largo de toda la era bizantina y post-bizantina. En la era moderna, los impresores occidentales utilizaron la escritura libraria minúscula como modelo para desarrollar las primeras fuentes de imprenta griegas. Al igual que con el latín, se hizo común mezclar la escritura minúscula con ciertas letras unciales o mayúsculas, estas últimas para dar énfasis en títulos o iniciales. De esta práctica surgió el sistema ortográfico moderno de oposición mayúscula/minúscula. En la escritura griega moderna, las mayúsculas se basan generalmente en las letras de las antiguas inscripciones, mientras que las minúsculas se basan en la tradición de los manuscritos con minúsculas bizantinas.
| Mayúscula | Uncial | Cursiva | Minúscula | Minúscula con ligaduras | Minúscula moderna |
| --------- | ------ | ------- | --------- | ----------------------- | ----------------- |
| Α         | inline | inline  | inline    | inline                  | α                 |
| Β         | inline | inline  | inline    |                         | β                 |
| Γ         | inline | inline  | inline    | inline                  | ɣ                 |
| Δ         | inline | inline  | inline    | inline                  | δ                 |
| Ε         | inline | inline  | inline    | inline                  | ε                 |
| Ζ         | inline | inline  | inline    |                         | ζ                 |
| Η         | inline | inline  | inline    | inline                  | η                 |
| Θ         | inline | inline  | inline    | inline                  | θ                 |
| Ι         | inline | inline  | inline    |                         | ι                 |
| Κ         | inline | inline  | inline    | inline                  | κ                 |
| Λ         | inline | inline  | inline    | inline                  | λ                 |
| Μ         | inline | inline  | inline    | inline                  | μ                 |
| Ν         | inline | inline  | inline    | inline                  | ν                 |
| Ξ         | inline | inline  | inline    |                         | ξ                 |
| Ο         | inline | inline  | inline    | inline                  | ο                 |
| Π         | inline | inline  | inline    | inline                  | π                 |
| Ρ         | inline | inline  | inline    | inline                  | ρ                 |
| Σ         | inline | inline  | inline    | inline                  | σ, ς              |
| Τ         | inline | inline  | inline    | inline                  | τ                 |
| Υ         | inline | inline  | inline    | inline                  | υ                 |
| Φ         | inline | inline  | inline    | inline                  | φ                 |
| Χ         | inline | inline  | inline    |                         | χ                 |
| Ψ         | inline | inline  | inline    |                         | ψ                 |
| Ω         | inline | inline  | inline    | inline                  | ω                 |